# Richard Lumley (2e comte de Scarbrough)
Richard Lumley, 2e comte de Scarbrough (30 novembre 1686 - 29 janvier 1740) est un homme politique britannique whig, connu sous le nom de vicomte Lumley de 1710 à 1721. 

## Biographie
Deuxième fils de Richard Lumley (1er comte de Scarbrough), il fait ses études au Collège d'Eton et au King's College, à Cambridge. En 1708, il entre au Parlement comme député pour East Grinstead et succède à son frère aîné récemment décédé, comme député de Arundel en 1710. En 1715, il est appelé à la Chambre des Lords dans la baronnie de Lumley de son père et combat les Jacobites à Preston, dans le Lancashire cette année-là. 
Le 2 mai 1721, il représente Ernest, duc d'York, lors du baptême de William Augustus, duc de Cumberland. 
Après avoir hérité des titres de son père en 1721, il devient Lord Lieutenant du Northumberland et colonel des Coldstream Guards en 1722 et maître du cheval en 1727, après avoir été fait chevalier de la jarretière et admis au Conseil privé. En 1739, il est l'un des gouverneurs fondateurs du Foundling Hospital à Londres. 
En 1740, à l'âge de 53 ans, Lord Scarbrough se suicide en se tirant une balle dans le nez. Selon certaines sources, ce serait à la suite de la perte de confiance du roi, qui lui a reproché des indiscrétions. Il est inhumé le 4 février 1740 à Grosvenor Chapel, South Audley Street, Mayfair. La chapelle est aujourd'hui semblable à celle de 1740, malgré l'absence de marqueur pour le comte. 
Mourant célibataire et sans descendance masculine, ses titres sont transmis à son frère, Thomas Lumley-Saunderson (3e comte de Scarbrough). 